# Meillard
Ne doit pas être confondu avec Le Meillard.
Meillard est une commune française située dans le département de l'Allier, en région Auvergne-Rhône-Alpes.

## Géographie

### Localisation
La commune est située sur les premiers contreforts granitiques du Massif central.
Sept communes sont limitrophes :
|          | Bresnay  | Châtel-de-Neuvre        |
| Treban   | Meillard | Monétay-sur-Allier      |
| Laféline | Bransat  | Verneuil-en-Bourbonnais |

### Climat
Pour des articles plus généraux, voir Climat d'Auvergne-Rhône-Alpes et Climat de l'Allier.
En 2010, le climat de la commune est de type climat océanique dégradé des plaines du Centre et du Nord, selon une étude du CNRS s'appuyant sur une série de données couvrant la période 1971-2000. En 2020, Météo-France publie une typologie des climats de la France métropolitaine dans laquelle la commune est dans une zone de transition entre le climat océanique altéré et le climat de montagne ou de marges de montagne et est dans la région climatique Centre et contreforts nord du Massif Central, caractérisée par un air sec en été et un bon ensoleillement.
Pour la période 1971-2000, la température annuelle moyenne est de 10,7 °C, avec une amplitude thermique annuelle de 15,7 °C. Le cumul annuel moyen de précipitations est de 771 mm, avec 11,1 jours de précipitations en janvier et 7 jours en juillet. Pour la période 1991-2020, la température moyenne annuelle observée sur la station météorologique de Météo-France la plus proche, sur la commune de Louchy-Montfand à 9 km à vol d'oiseau, est de 11,9 °C et le cumul annuel moyen de précipitations est de 740,6 mm,. Pour l'avenir, les paramètres climatiques de la commune estimés pour 2050 selon différents scénarios d'émission de gaz à effet de serre sont consultables sur un site dédié publié par Météo-France en novembre 2022.

## Urbanisme

### Typologie
Au 1er janvier 2024, Meillard est catégorisée commune rurale à habitat très dispersé, selon la nouvelle grille communale de densité à 7 niveaux définie par l'Insee en 2022.
Elle est située hors unité urbaine. Par ailleurs la commune fait partie de l'aire d'attraction de Moulins, dont elle est une commune de la couronne,. Cette aire, qui regroupe 64 communes, est catégorisée dans les aires de 50 000 à moins de 200 000 habitants,.

### Occupation des sols

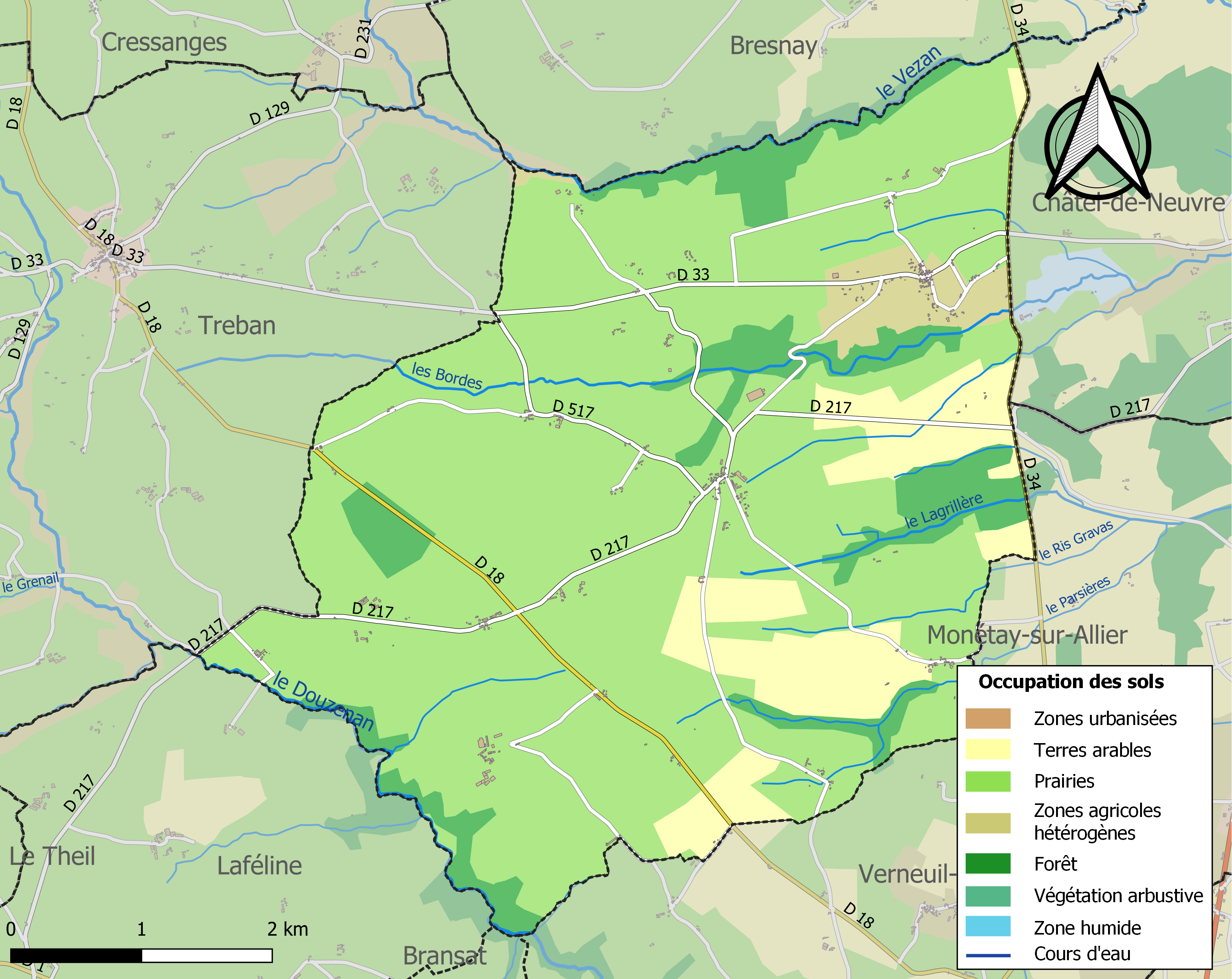
Carte des infrastructures et de l'occupation des sols de la commune en 2018 (CLC).

L'occupation des sols de la commune, telle qu'elle ressort de la base de données européenne d’occupation biophysique des sols Corine Land Cover (CLC), est marquée par l'importance des territoires agricoles (89,1 % en 2018), une proportion sensiblement équivalente à celle de 1990 (89,3 %). La répartition détaillée en 2018 est la suivante : prairies (75,5 %), forêts (10,9 %), terres arables (10,5 %), zones agricoles hétérogènes (3,1 %).
L'IGN met par ailleurs à disposition un outil en ligne permettant de comparer l’évolution dans le temps de l’occupation des sols de la commune (ou de territoires à des échelles différentes). Plusieurs époques sont accessibles sous forme de cartes ou photos aériennes : la carte de Cassini (XVIIIe siècle), la carte d'état-major (1820-1866) et la période actuelle (1950 à aujourd'hui).

### Voies de communication et transports
La commune est traversée par les routes départementales 18 (reliant Cressanges et Treban au nord-ouest à Saint-Pourçain-sur-Sioule au sud-est), 33 (reliant Treban à Châtel-de-Neuvre par le nord de la commune), 217 (reliant Laféline à Châtel-de-Neuvre) et 517.
Meillard se situe à proximité de l'A71 ainsi que de l'A79.

## Histoire
La commune comprend, depuis la Révolution, les villages de La Roche et de Meillard.
Avant 1789, la commune faisait partie de l'ancienne province du Bourbonnais issue de la seigneurie de Bourbon médiévale.

## Politique et administration

### Découpage territorial
La commune de Meillard est membre de la communauté de communes du Bocage Bourbonnais, un établissement public de coopération intercommunale (EPCI) à fiscalité propre créé le 1er janvier 2017 dont le siège est à Bourbon-l'Archambault. Ce dernier est par ailleurs membre d'autres groupements intercommunaux.
Sur le plan administratif, elle est rattachée à l'arrondissement de Moulins, au département de l'Allier, en tant que circonscription administrative de l'État, et à la région Auvergne-Rhône-Alpes. Avant le redécoupage cantonal, la commune faisait partie du canton du Montet (de 1801 à 2015), et du district de Moulins et du canton de Chateldeneuve de 1793 à 1801.
Sur le plan électoral, elle dépend du canton de Souvigny pour l'élection des conseillers départementaux, depuis le redécoupage cantonal de 2014 entré en vigueur en 2015, et de la première circonscription de l'Allier pour les élections législatives, depuis le dernier découpage électoral de 2010 (troisième circonscription avant 2010).

### Élections municipales et communautaires

#### Élections de 2020
Le conseil municipal de Meillard, commune de moins de 1 000 habitants, est élu au scrutin majoritaire plurinominal à deux tours avec candidatures isolées ou groupées et possibilité de panachage. Compte tenu de la population communale, le nombre de sièges à pourvoir lors des élections municipales de 2020 est de 11. La totalité des quinze candidats en lice est élue dès le premier tour, le 15 mars 2020, avec un taux de participation de 67,09 %.

#### Liste des maires
| Période                                  | Période                      | Identité                  | Étiquette   | Qualité                                                               |
| ---------------------------------------- | ---------------------------- | ------------------------- | ----------- | --------------------------------------------------------------------- |
| Les données manquantes sont à compléter. |                              |                           |             |                                                                       |
| ?                                        | 1989                         | François-Lucien Depresles | PCF         |                                                                       |
| mars 1989                                | En cours (au 8 juillet 2020) | Yves Simon                | app. UMP-LR | Conseiller général du canton du Montet (1992-2004) Député (2002-2007) |

## Population et société

### Démographie
L'évolution du nombre d'habitants est connue à travers les recensements de la population effectués dans la commune depuis 1793. Pour les communes de moins de 10 000 habitants, une enquête de recensement portant sur toute la population est réalisée tous les cinq ans, les populations de référence des années intermédiaires étant quant à elles estimées par interpolation ou extrapolation. Pour la commune, le premier recensement exhaustif entrant dans le cadre du nouveau dispositif a été réalisé en 2006.

En 2022, la commune comptait 307 habitants, en évolution de −2,54 % par rapport à 2016 (Allier : −1,38 %, France hors Mayotte : +2,11 %).
| 1793 | 1800 | 1806 | 1821 | 1831 | 1836 | 1841 | 1846 | 1851 |
| ---- | ---- | ---- | ---- | ---- | ---- | ---- | ---- | ---- |
| 398  | 346  | 685  | 764  | 672  | 724  | 715  | 733  | 720  |

| 1856 | 1861 | 1866 | 1872 | 1876 | 1881 | 1886 | 1891 | 1896 |
| ---- | ---- | ---- | ---- | ---- | ---- | ---- | ---- | ---- |
| 695  | 717  | 688  | 710  | 701  | 753  | 771  | 760  | 761  |

| 1901 | 1906 | 1911 | 1921 | 1926 | 1931 | 1936 | 1946 | 1954 |
| ---- | ---- | ---- | ---- | ---- | ---- | ---- | ---- | ---- |
| 744  | 739  | 736  | 577  | 594  | 551  | 523  | 486  | 432  |

| 1962 | 1968 | 1975 | 1982 | 1990 | 1999 | 2006 | 2011 | 2016 |
| ---- | ---- | ---- | ---- | ---- | ---- | ---- | ---- | ---- |
| 380  | 342  | 340  | 300  | 280  | 280  | 249  | 296  | 315  |

| 2021 | 2022 | - | - | - | - | - | - | - |
| ---- | ---- | - | - | - | - | - | - | - |
| 315  | 307  | - | - | - | - | - | - | - |

### Enseignement
Meillard dépend de l'académie de Clermont-Ferrand et gère une école élémentaire publique. Les collégiens et lycéens poursuivent leur scolarité à Saint-Pourçain-sur-Sioule,.

### Vie locale
- Auberge gourmande gastronomique.
- Caveau des vins de Saint-Pourçain, classés AOC en 2009. Cave
- Espace de loisirs

## Économie
L'une des activités de la commune est la viticulture : la commune fait partie du terroir de l'AOC saint-pourçain.

## Culture locale et patrimoine

### Lieux et monuments

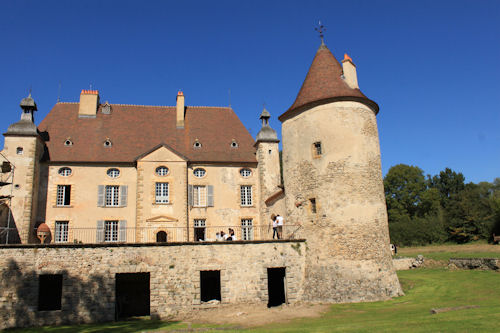
Le château des Aix.

- Église romane Saint-Martin, du XIe siècle, inscrite à l'inventaire supplémentaire des monuments historiques.
- Château des Aix, classé monument historique, ouvert au public.

### Personnalités liées à la commune
- Yves Simon, maire de Meillard depuis 1989, conseiller général de 1992 à 2004, député de 2002 à 2007.